# Cytaea taveuniensis
Cytaea taveuniensis is een spinnensoort in de taxonomische indeling van de springspinnen (Salticidae).
Het dier behoort tot het geslacht Cytaea. De wetenschappelijke naam van de soort werd voor het eerst geldig gepubliceerd in 2010 door Patoleta en Gardzińska.